# Tiago Splitter
Tiago Splitter Beirns (Blumenau, Santa Catarina, 1. siječnja 1985.) brazilski je profesionalni košarkaš. Igra na poziciji centra, a može igrati i krilnog centra. Trenutačno je član španjolskog Caja Laborala.

## Karijera

### Europa
Karijeru je započeo u omladinskom pogonu brazilskog Ipiranga - Badesc, a nastavio u momčadi Araba Gorago. 2001. odlazi u Europu i potpisuje za španjolski Bilbao Basket. Ondje je proveo dvije sezone, prije nego što je 2003. postao članom euroligaša TAU Cerámice, danas Caja Laborala. 8. lipnja 2008., Splitter je produžio ugovor s Tau Ceramicom na još četiri godine, do kraja sezone 2011/12. U sezoni 2007./08. odigrao je 25 euroligaških utakmica i ubacivao 14 poena uz pet skokova za samo 22 minute provedene na parketu. Dosad je uz španjolsko prvenstvo i superkup (2008.) osvojio i dva Kupa Kralja (2004. i 2006.) te je četiri puta sa španjolskom momčadi bio sudionik Final Foura Eurolige. Ujedno je u sezoni 2007./08. izabran u prvu petorku Eurolige.

### NBA
Iako se je odlučio prijaviti na NBA draft 2006., na koncu je odustao zbog čvrstog ugovora s Tau Ceramicom do 2008. godine, a pošto NBA momčad po pravilima lige smiju platiti samo 350,000$ za otkup, problem je s ostatkom koji bi sam iz rookie ugovora trebao otplatiti on sam. Sljedeće sezone definitivo je odlučio otići na NBA draft 2007. i izabran je u 1. krugu (28. ukupno) od strane San Antonio Spursa.

## Brazilska reprezentacija
Splitter je član brazilske košarkaške reprezentacije. S reprezentacijom je osvojio zlatnu medalju na Panameričkim igrama u Santo Domingu 2003.

## Vanjske poveznice
- Profil na NBA.com
- Profil na Euroleague.net
- Profile na InterBasket.net
- Profil  Arhivirana inačica izvorne stranice od 18. kolovoza 2017. (Wayback Machine) na DraftExpress.com
- Draft Profil  Arhivirana inačica izvorne stranice od 26. lipnja 2007. (Wayback Machine) na NBADraft.net